# Richard G. Graves

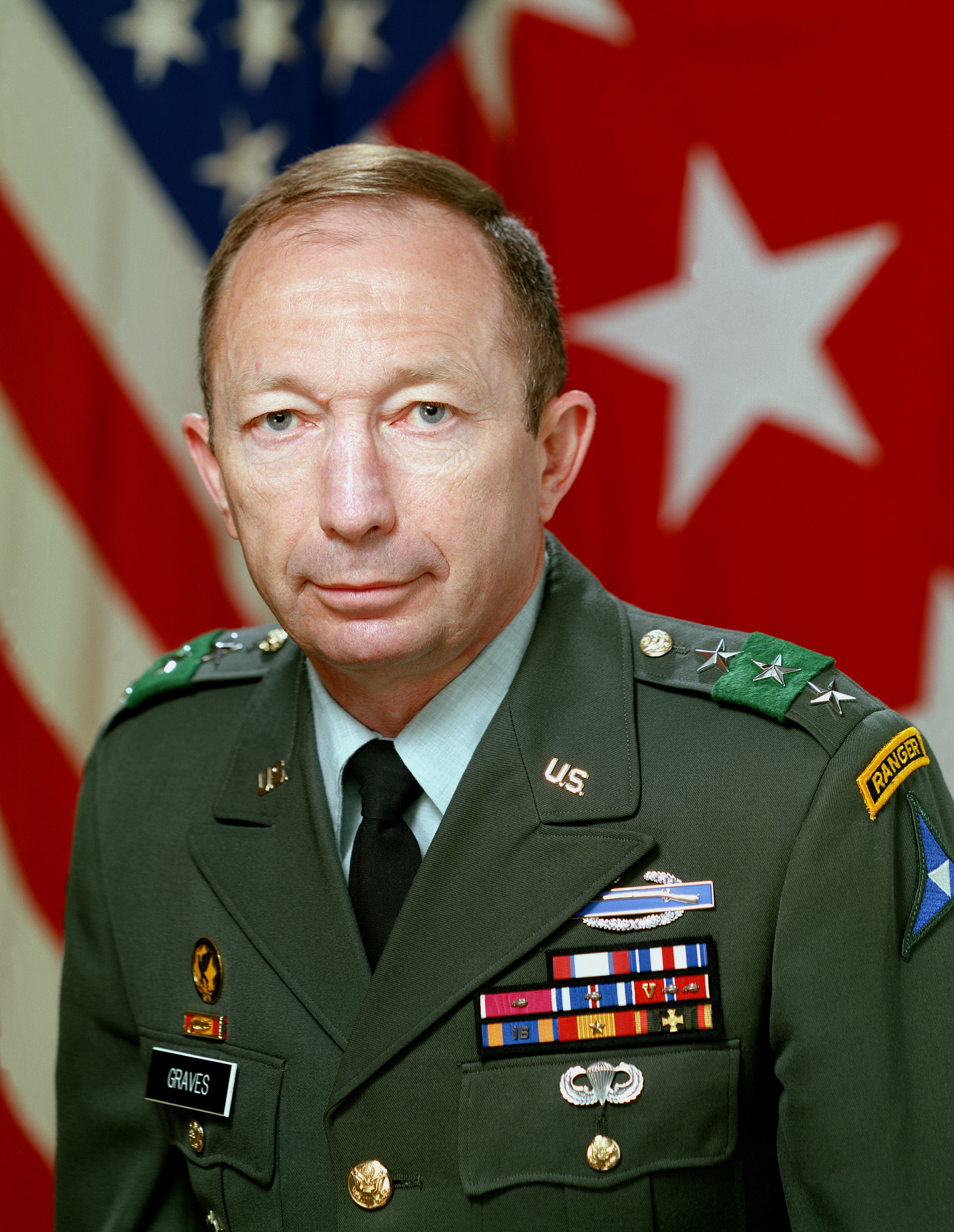
Richard G. Graves (1988)

Richard Gordon Graves  (* 30. Oktober 1933 in Tangier, Parke County, Indiana) ist ein pensionierter Generalleutnant der United States Army. Er war unter anderem Kommandeur des III. Korps.
In den Jahren 1954 bis 1958 durchlief Richard Graves die United States Military Academy in West Point. Nach seiner Graduation wurde er als Leutnant den Panzereinheiten zugeteilt. In der Armee durchlief er anschließend alle Offiziersränge vom Leutnant bis zum Drei-Sterne-General.
Im Lauf seiner militärischen Karriere absolvierte er verschiedene Kurse und Schulungen. Dazu gehörten unter anderem der Armor Officer Basic Course, der Infantry Officer Advanced Course, das Armed Forces Staff College und das United States Army War College. Außerdem erhielt er einen akademischen Grad von der  University of Indiana.
In seinen jüngeren Jahren absolvierte er den für Offiziere in den niederen Rangstufen üblichen Dienst in verschiedenen Einheiten und Standorten. Dazu gehörten auch Aufgaben als Stabsoffizier in verschiedenen Hauptquartieren. In den Jahren 1962 und 1963 gehörte er zum Stab des Command and General Staff Colleges. Im weiteren Verlauf war Graves zwei Mal im Vietnamkrieg eingesetzt. Dabei war er in den Jahren 1965 und 1966 in beratender Funktion Mitglied im Stab des Hauptquartiers der amerikanischen Streitkräfte (Advisor , Military Assistance Command Vietnam). Bei seinem zweiten Vietnameinsatz (1969 bis 1970) war er Stabsoffizier und dann Kommandeur einer Schwadron der 1. Kavalleriedivision.
Zwischen seinen Vietnameinsätzen war Graves in den Jahren 1967 bis 1969 als Stabsoffizier in der Panzerabteilung des Armeehauptquartiers in Washington, D.C. In den Jahren 1972 bis 1974 gehörte er der Stabsabteilung für Operationen (War Plans Division) im Heeresministerium an. Graves war in den Jahren 1974 bis 1979 auch in Deutschland stationiert. Dort war er Stabsoffizier bei der 1. Panzerdivision, Brigadekommandeur bei der 8. Infanteriedivision, Leiter der Stabsabteilung G3 (Operationen) und danach Stabschef beim V. Korps. Anfang der 1980er Jahre war er auch als Stabsoffizier bei verschiedenen Panzereinheiten tätig. Von 1984 bis 1986 war er Kommandeur der 3. Panzerdivision.
Nach weiteren Verwendungen als Stabsoffizier erhielt Richard Graves im Jahr 1988 das Kommando über das III. Korps in Fort Hood. In dieser Funktion löste er Crosbie E. Saint ab. Während seiner Zeit als Kommandeur nahm sein Korps an der US-Invasion in Panama teil. Außerdem wurden Soldaten des Korps für den Einsatz im Zweiten Golfkrieg ausgebildet und teilweise auch im Krieg eingesetzt. Nachdem Graves sein Kommando im Jahr 1991 an Horace G. Taylor übergeben hatte, ging er in den Ruhestand.
Im Jahr 1992 wurde er Vorstandsmitglied der Firma General Dynamics Corporation. Dann war er vier Jahre lang in Saudi-Arabien tätig. Zuletzt kehrte er nochmals zur Firma General Dynamics zurück. Am 31. Dezember 1998 ging er endgültig in den Ruhestand.

## Orden und Auszeichnungen
Richard Graves erhielt im Lauf seiner militärischen Laufbahn unter anderem folgende Auszeichnungen:
- Army Distinguished Service Medal
- Silver Star
- Legion of Merit
- Distinguished Flying Cross
- Bronze Star Medal
- Air Medal
- Meritorious Service Medal
- Army Commendation Medal